# 1954年スペイングランプリ
1954年スペイングランプリ (1954 Spanish Grand Prix) は、1954年のF1世界選手権第9戦（最終戦）として、1954年10月24日にペドラルベス・サーキットで開催された。
レースは80周で行われ、フェラーリのマイク・ホーソーンが優勝、マセラティのルイジ・ムッソが2位、メルセデスのファン・マヌエル・ファンジオが3位となった。

## レース概要
ランチアの新車D50（90度V型8気筒）がようやく姿を現した。アルベルト・アスカリは予選でポールポジションを獲得し、初戦から速さを見せつける。決勝でもアスカリが3周目にトップに立ち、次第にリードを広げていきファステストラップもマークする。しかし、10周目にクラッチが壊れてリタイアとなった。代わってトップに立ったのはマセラティのハリー・シェル。これにフェラーリのモーリス・トランティニアンとマイク・ホーソーン、スターリング・モス（マセラティ）、ファン・マヌエル・ファンジオ（メルセデス）が順位を入れ替えながら続く。シェルはチームの指示により、ハーフタンクで先行して他車のペースを撹乱させる作戦であったがリタイアとなる。モスは燃料ポンプの不調により順位を落とし、トランティニアンもエンジントラブル、ファンジオ以外のメルセデス2台もオーバーヒートで脱落する。その後はホーソーンがトップをひた走り、ファンジオが差を縮めていったが、ファンジオのマシンから白煙が吐き始めペースを落としていき、マセラティの若手2人（セルジオ・マントヴァーニとルイジ・ムッソ）に迫られていく。マントヴァーニはリタイアとなったが、ムッソがファンジオを抜き2位の座を奪った。ホーソーンは2勝目を挙げ、足回りに改良を受けたフェラーリ・553（スクアーロ）は初勝利となった。
翌年はル・マン24時間レースの大事故によりスペインGPはキャンセルされ、ペドラルベス・サーキットでF1が開催されるのも当レースで最後となった。以後スペインGPは1966年まで開催されず、1967年にハラマ・サーキットで非選手権として再開、翌1968年に同地で選手権の一戦に復帰した。

## エントリーリスト
| No.     | ドライバー                                                        | エントラント                               | コンストラクター | シャシー   | エンジン                   | タイヤ |
| ------- | ----------------------------------------------------------------- | ------------------------------------------ | ---------------- | ---------- | -------------------------- | ------ |
| 2       | ファン・マヌエル・ファンジオ                                      | ダイムラー・ベンツ                         | メルセデス       | W196       | メルセデス M196 2.5L L8    | C      |
| 4       | カール・クリング                                                  | ダイムラー・ベンツ                         | メルセデス       | W196       | メルセデス M196 2.5L L8    | C      |
| 6       | ハンス・ヘルマン                                                  | ダイムラー・ベンツ                         | メルセデス       | W196       | メルセデス M196 2.5L L8    | C      |
| 8       | スターリング・モス                                                | オフィシーネ・アルフィエリ・マセラティ     | マセラティ       | 250F       | マセラティ 250F1 2.5L L6   | P      |
| 10      | ロベルト・ミエレス                                                | オフィシーネ・アルフィエリ・マセラティ     | マセラティ       | 250F       | マセラティ 250F1 2.5L L6   | P      |
| 12      | セルジオ・マントヴァーニ                                          | オフィシーネ・アルフィエリ・マセラティ     | マセラティ       | 250F       | マセラティ 250F1 2.5L L6   | P      |
| 14      | ルイジ・ムッソ                                                    | オフィシーネ・アルフィエリ・マセラティ     | マセラティ       | 250F       | マセラティ 250F1 2.5L L6   | P      |
| 16      | パコ・ゴディア                                                    | オフィシーネ・アルフィエリ・マセラティ     | マセラティ       | 250F       | マセラティ 250F1 2.5L L6   | P      |
| 18      | プリンス・ビラ                                                    | プリンス・ビラ                             | マセラティ       | 250F       | マセラティ 250F1 2.5L L6   | P      |
| 20      | ロベール・マンヅォン                                              | エキュリー・ロジェ                         | フェラーリ       | 625        | フェラーリ Tipo625 2.5L L4 | P      |
| 22      | エマヌエル・ド・グラッフェンリード オットリーノ・フォロンテリオ 1 | バロン・デ・グラッフェンリート             | マセラティ       | A6GCM      | マセラティ A6 2.0L L6      | P      |
| 24      | ハリー・シェル                                                    | ハリー・シェル                             | マセラティ       | 250F       | マセラティ 250F1 2.5L L6   | P      |
| 26      | ルイ・ロジェ                                                      | エキュリー・ロジェ                         | マセラティ       | 250F       | マセラティ 250F1 2.5L L6   | P      |
| 28      | ケン・ウォートン グエリーノ・ベルトッキ 2                         | オーウェン・レーシング・オーガニゼーション | マセラティ       | 250F       | マセラティ 250F1 2.5L L6   | D      |
| 30      | ジャック・スウォーターズ                                          | エキュリー・フランコルシャン               | フェラーリ       | 500/625    | フェラーリ Tipo625 2.5L L4 | E      |
| 32      | ジョヴァンニ・デ・リウ 3                                          | ジョヴァンニ・デ・リウ                     | マセラティ       | A6GCM      | マセラティ A6 2.0L L6      | P      |
| 34      | アルベルト・アスカリ                                              | スクーデリア・ランチア                     | ランチア         | D50        | ランチア DS50 2.5L V8      | P      |
| 36      | ルイジ・ヴィッロレージ                                            | スクーデリア・ランチア                     | ランチア         | D50        | ランチア DS50 2.5L V8      | P      |
| 38      | マイク・ホーソーン                                                | スクーデリア・フェラーリ                   | フェラーリ       | 553        | フェラーリ Tipo554 2.5L L4 | P      |
| 40      | モーリス・トランティニアン                                        | スクーデリア・フェラーリ                   | フェラーリ       | 625        | フェラーリ Tipo625 2.5L L4 | P      |
| 42      | ピーター・コリンズ                                                | GAヴァンダーヴェル                         | ヴァンウォール   | スペシャル | ヴァンウォール 254 2.5L L4 | P      |
| 44      | ジュゼッペ・ファリーナ 3                                          | スクーデリア・フェラーリ                   | フェラーリ       | 625        | フェラーリ Tipo625 2.5L L4 | P      |
| 46      | ジャン・ベーラ                                                    | エキップ・ゴルディーニ                     | ゴルディーニ     | T16        | ゴルディーニ 23 2.5L L6    | E      |
| 48      | ジャック・ポレー                                                  | エキップ・ゴルディーニ                     | ゴルディーニ     | T16        | ゴルディーニ 23 2.5L L6    | E      |
| 50      | フレッド・ワッカー 3                                              | エキップ・ゴルディーニ                     | ゴルディーニ     | T16        | ゴルディーニ 23 2.5L L6    | E      |
| ソース: |                                                                   |                                            |                  |            |                            |        |

追記
- ^1 - 決勝で車両共有
- ^2 - 交代要員としてエントリーしたが出走せず
- ^3 - エントリーしたが出走せず

## 結果

### 予選
| 順位    | No. | ドライバー                         | コンストラクター | タイム  | 差     |
| ------- | --- | ---------------------------------- | ---------------- | ------- | ------ |
| 1       | 34  | アルベルト・アスカリ               | ランチア         | 2:18.1  | —      |
| 2       | 2   | ファン・マヌエル・ファンジオ       | メルセデス       | 2:19.1  | + 1.0  |
| 3       | 38  | マイク・ホーソーン                 | フェラーリ       | 2:20.6  | + 2.5  |
| 4       | 24  | ハリー・シェル                     | マセラティ       | 2:20.6  | + 2.5  |
| 5       | 36  | ルイジ・ヴィッロレージ             | ランチア         | 2:21.0  | + 2.9  |
| 6       | 8   | スターリング・モス                 | マセラティ       | 2:21.1  | + 3.0  |
| 7       | 14  | ルイジ・ムッソ                     | マセラティ       | 2:21.5  | + 3.4  |
| 8       | 40  | モーリス・トランティニアン         | フェラーリ       | 2:21.9  | + 3.8  |
| 9       | 6   | ハンス・ヘルマン                   | メルセデス       | 2:21.9  | + 3.8  |
| 10      | 12  | セルジオ・マントヴァーニ           | マセラティ       | 2:22.0  | + 3.9  |
| 11      | 10  | ロベルト・ミエレス                 | マセラティ       | 2:22.3  | + 4.2  |
| 12      | 4   | カール・クリング                   | メルセデス       | 2:23.4  | + 5.3  |
| 13      | 16  | パコ・ゴディア                     | マセラティ       | 2:24.2  | + 6.1  |
| 14      | 28  | ケン・ウォートン                   | マセラティ       | 2:25.7  | + 7.6  |
| 15      | 18  | プリンス・ビラ                     | マセラティ       | 2:26.1  | + 8.0  |
| 16      | 48  | ジャック・ポレー                   | ゴルディーニ     | 2:27.4  | + 9.3  |
| 17      | 20  | ロベール・マンヅォン               | フェラーリ       | 2:27.5  | + 9.4  |
| 18      | 46  | ジャン・ベーラ                     | ゴルディーニ     | 2:27.8  | + 9.7  |
| 19      | 30  | ジャック・スウォーターズ           | フェラーリ       | 2:28.0  | + 9.9  |
| 20      | 26  | ルイ・ロジェ                       | マセラティ       | 2:29.8  | + 11.7 |
| 21      | 22  | エマヌエル・ド・グラッフェンリード | マセラティ       | 2:29.8  | + 11.7 |
| 22      | 42  | ピーター・コリンズ                 | ヴァンウォール   | no time | - 1    |
| ソース: |     |                                    |                  |         |        |

追記
- ^1 - コリンズはアクシデントのため予選に出走せず

### 決勝
| 順位    | No. | ドライバー                                                      | コンストラクター | 周回数 | タイム/リタイア原因 | グリッド | ポイント |
| ------- | --- | --------------------------------------------------------------- | ---------------- | ------ | ------------------- | -------- | -------- |
| 1       | 38  | マイク・ホーソーン                                              | フェラーリ       | 80     | 3:13:52.1           | 3        | 8        |
| 2       | 14  | ルイジ・ムッソ                                                  | マセラティ       | 80     | +1:13.2             | 7        | 6        |
| 3       | 2   | ファン・マヌエル・ファンジオ                                    | メルセデス       | 79     | +1 Lap              | 2        | 4        |
| 4       | 10  | ロベルト・ミエレス                                              | マセラティ       | 79     | +1 Lap              | 11       | 3        |
| 5       | 4   | カール・クリング                                                | メルセデス       | 79     | +1 Lap              | 12       | 2        |
| 6       | 16  | パコ・ゴディア                                                  | マセラティ       | 76     | +4 Laps             | 13       |          |
| 7       | 26  | ルイ・ロジェ                                                    | マセラティ       | 74     | +6 Laps             | 20       |          |
| 8       | 28  | ケン・ウォートン                                                | マセラティ       | 74     | +6 Laps             | 14       |          |
| 9       | 18  | プリンス・ビラ                                                  | マセラティ       | 68     | +12 Laps            | 15       |          |
| Ret     | 12  | セルジオ・マントヴァーニ                                        | マセラティ       | 58     | ブレーキ            | 10       |          |
| Ret     | 22  | エマヌエル・ド・グラッフェンリード オットリーノ・フォロンテリオ | マセラティ       | 57     | エンジン            | 21       |          |
| Ret     | 6   | ハンス・ヘルマン                                                | メルセデス       | 50     | インジェクション    | 9        |          |
| Ret     | 40  | モーリス・トランティニアン                                      | フェラーリ       | 47     | ギアボックス        | 8        |          |
| Ret     | 48  | ジャック・ポレー                                                | ゴルディーニ     | 37     | エンジン            | 16       |          |
| Ret     | 24  | ハリー・シェル                                                  | マセラティ       | 29     | トランスミッション  | 4        |          |
| Ret     | 8   | スターリング・モス                                              | マセラティ       | 20     | オイルポンプ        | 6        |          |
| Ret     | 46  | ジャン・ベーラ                                                  | ゴルディーニ     | 17     | ブレーキ            | 18       |          |
| Ret     | 30  | ジャック・スウォーターズ                                        | フェラーリ       | 16     | エンジン            | 19       |          |
| Ret     | 34  | アルベルト・アスカリ                                            | ランチア         | 10     | クラッチ            | 1        | 1        |
| Ret     | 36  | ルイジ・ヴィッロレージ                                          | ランチア         | 2      | ブレーキ            | 5        |          |
| Ret     | 20  | ロベール・マンヅォン                                            | フェラーリ       | 2      | エンジン            | 17       |          |
| DNS     | 42  | ピーター・コリンズ                                              | ヴァンウォール   |        | 予選でアクシデント  |          |          |
| ソース: |     |                                                                 |                  |        |                     |          |          |

## 注記
- ポールポジション: アルベルト・アスカリ 2:18.1
- ファステストラップ: アルベルト・アスカリ 2:20.4
- ラップリーダー:
  - ハリー・シェル 10周 (Lap 1–2, 10, 13, 15–17, 19, 21, 23) (初ラップリーダー)
  - アルベルト・アスカリ 7周 (Lap 3–9)
  - モーリス・トランティニアン 5周 (Lap 11–12, 14, 18, 20) (初ラップリーダー)
  - マイク・ホーソーン 58周 (Lap 22, 24–80)
- 車両共有: 22号車: エマヌエル・ド・グラッフェンリード (30周)、オットリーノ・フォロンテリオ (27周)
- F1デビュー:
  - ドライバー - オットリーノ・フォロンテリオ
  - コンストラクター - ランチア (ポールポジション、ファステストラップ、ポイントも初)
- F1最終レース: プリンス・ビラ、ジャック・スウォーターズ
- 初ポイントおよび初表彰台: ルイジ・ムッソ
- ファン・マヌエル・ファンジオは3位に入賞したが、F1世界選手権においては当レースが唯一の3位であった。

## ランキング
ドライバーズ・チャンピオンシップ
|   | 順位 | ドライバー                   | ポイント         |
| - | ---- | ---------------------------- | ---------------- |
|   | 1    | ファン・マヌエル・ファンジオ | 42 (57 1⁄7)      |
|   | 2    | ホセ・フロイラン・ゴンザレス | 25 1⁄7 (26 9⁄14) |
| 1 | 3    | マイク・ホーソーン           | 24 9⁄14          |
| 1 | 4    | モーリス・トランティニアン   | 17               |
|   | 5    | カール・クリング             | 12               |

- 注:  トップ5のみ表示。ベスト5戦のみがカウントされる。ポイントは有効ポイント、括弧内は総獲得ポイント。